# بيلا (تيرنوبيلسكا)
بيلا (Біла) هي مدينة في مقاطعة تيرنوبيلسكا في أوكرانيا.
يبلغ عدد سكانها حوالي 3500 نسمة.